# Håll Sverige Rent
Håll Sverige Rent (HSR) är en icke-vinstinriktad stiftelse, bildad 12 oktober 1983 av Naturvårdsverket och Returpack och som genom opinionsbildning verkar mot nedskräpning, för återvinning och ökad miljömedvetenhet. Stiftelsen har sina rötter i kampanjen Håll Naturen Ren som startades 1962 på initiativ av Naturskyddsföreningen.

## Symbol
Logotypen kom till 1962 och är stiftelsens namn inkapslat av identiska figurer av trianglar, över och under sig. Ursprungligen var den övre figuren i grönt och den nedre i blått för att symbolisera en frisk grön granskog speglad i en ren sjö. Först skapades logotypen med texten Håll Naturen Ren, av Billy Good och Clasgöran Strömgren och senare ersattes den av Håll Sverige Rent. Under 1970-talet förekom även andra varianter, exempelvis Håll Norrbotten Rent.
Sedan 2016 är logotypen enfärgad, en sammansmältning av det tidigare gröna och blå. Detta för att bli ett mer urbant och inkluderande varumärke. 

## Verksamhet
Håll Sverige Rent är en ideell organisation som arbetar med att få fler människor att inte skräpa ner. 

### Skräpplockning
Varje vår, från februari till maj, anordnar Håll Sverige Rent kampanjen Skräpplockardagarna där förskolor, skolor och föreningar för barn och unga lär sig om nedskräpningens konsekvenser och lösningar och plockar skräp för att göra sitt närområde lite finare. Många kommuner deltar också under kampanjen och hjälper verksamheterna lokalt att hämta upp skärpet på ett säkert sätt.
Den 21 september anordnas också i anslutning till World Cleanup Day - Hela Sverige Plockar Skräp, en kampanj för vuxna individer, familjer, kommuner och företag.
| År   | Antal deltagare totalt |
| ---- | ---------------------- |
| 2022 | 1 050 000 personer     |
| 2023 | 880 000 personer       |
| 2024 | 840 000 personer       |

Håll Sverige Rents skräpplockaraktiviteter är uppdelade i tre fokusområden (2015):

### Övriga uppdrag
HSR Grön Flagg
Grön Flagg är ett verktyg och en certifiering för skolor och förskolor som arbetar med miljöfrågor och hållbar utveckling. Grön Flagg är en del av det internationella nätverket Eco-Schools som finns i över 50 länder.

## Verkställande direktör
- 1983–2011 Gilbert Henriksson (kanslichef)
- 2011–2014 Anna Linusson
- 2014– Johanna Ragnartz

## Styrelse
I styrelsen sitter representanter för Naturvårdsverket, Returpack, Svenska Turistföreningen, Friluftsfrämjandet, Naturskyddsföreningen, Sveriges Kommuner och Regioner, Näringslivets Producentansvar, Skolverket, Avfall Sverige och Trafikverket. 
Styrelseordförande:
- 1983–1991 okänt
- 1991–2000 Valfrid Paulsson
- 2000–2012 Ingvar Bingman
- 2012–2013 Göran Orre
- 2013– Martin Eriksson, Naturvårdsverket[9]